# Curridabat
Curridabat är en ort i Costa Rica.   Den ligger i provinsen San José, i den centrala delen av landet, 6 km öster om huvudstaden San José. Curridabat ligger 1 212 meter över havet och antalet invånare är 34 586.
Terrängen runt Curridabat är kuperad åt sydost, men åt nordväst är den platt. Runt Curridabat är det tätbefolkat, med 427 invånare per kvadratkilometer. Närmaste större samhälle är San José, 5,9 km väster om Curridabat. I omgivningarna runt Curridabat växer i huvudsak städsegrön lövskog.